# Fjärdlång
Fjärdlång este o arie protejată (arie specială de conservare — SAC, sit de importanță comunitară — SCI) din Suedia întinsă pe o suprafață de 5.089 ha, integral pe uscat.

## Localizare
Centrul sitului Fjärdlång este situat la coordonatele 59°01′08″N 18°34′24″E / 59.0188°N 18.5734°E.

## Înființare
Situl Fjärdlång a fost declarat sit de importanță comunitară în decembrie 1995 pentru a proteja 1 specie de animale. Situl a fost protejat și ca arie specială de conservare în martie 2011.

## Biodiversitate
Situată în ecoregiunile boreală și marină baltică, aria protejată conține 8 habitate naturale: Recifuri, Lagune de coastă, Bancuri de nisip acoperite în permanență slab de apă marină, Taiga vestică, Păduri caducifoliate de mlaștină fino-scandinave, Mlaștini împădurite, Pante stâncoase silicioase cu vegetație casmofită, Insulițe și insule mici din Baltica boreală.
La baza desemnării sitului se află o specie protejată de  mamifere: Halichoerus grypus.